# Mesrine
Mesrine és una pel·lícula francesa de 1984 escrita i dirigida per André Génovès. Una pel·lícula biogràfica basada en la vida de Jacques Mesrine, se centra en els divuit mesos següents a la seva fugida de la Presó de La Santé el maig de 1978 fins a la seva mort el novembre de 1979. Nicolas Silberg protagonitza el personatge principal homònim.

## Sinopsi
Qui era Mesrine? Què volia? Per què matva? Els mitjans de comunicació i el rumor públic el van convertir en l'enemic públic número 1, un proscrit que donava divertides reunions a periodistes i policia... Aquesta pel·lícula narra la vida de l'home que va ser el primer a fugir de la Santé, i que, denunciant (ja) les condicions de detenció als barris d'alta seguretat, volien marcar l'opinió pública destruint la presó de Mende.

## Repartiment
- Nicolas Silberg com a Jacques Mesrine
- Caroline Aguilar com Sylvia Jeanjacquot
- Gérard Sergue com a François Besse
- Michel Poujade com a comissari Broussard
- Louis Arbessier com a Lelievre
- Claude Faraldo com a Charlie Bauer
- Jean-Pierre Pauty com a Tillier
- Artus de Penguern com a inspector Lejeune

## Recepció
El crític de cinema James Benefield de la revista Little White Lies considerava Mesrine com "una pel·lícula biogràfica a mig fer", inferior a la posterior pel·lícula del 2008 protagonitzada per Vincent Cassel. Benefield va criticar la "direcció insípida" i la "manca d'imaginació" de Génovès, comparant la pel·lícula amb una producció televisiva en lloc d'una estrena cinematogràfica, i va assenyalar que "la pel·lícula no arriba a un acord amb el polèmic glamour i la celebritat de Mesrine". The Blood va escriure una cançó sobre Mesrine que va precedir les pel·lícules de 1984 i 2008. La cançó va aparèixer a l'àlbum de 1983 False Gestures For A Devious Public.